# Ičchon
Město Ičchon (korejsky 이천시 – Ičchŏn si) je město na jihovýchodě provincie Kjonggi v Jižní Koreji. Má přes dvě stě tisíc obyvatel.
Jihozápadně od města křižuje severojižní dálnice 45 východozápadní dálnici 50.
Město je centrem výroby tradiční korejské keramiky.